# Humboldt River
Humboldt River är en flod i den amerikanska staten Nevada. Floden som fick sitt namn efter Alexander von Humboldt börjar i nordöstra delen av staten och rinner ut i den avloppslösa, grunda Humboldtsjön. Floden har en längd omkring 480 km. En järnvägslinje följer största delen av floddalen. Söder om floden sträcka sig, i nordlig och sydlig riktning, en upp till 3 453 meter högt bergskedja med namnet Humboldt Range.